# Хопкино
Хопкино — посёлок железнодорожной станции в Яшкинском районе Кемеровской области России. Входит в состав Дубровского сельского поселения.

## История
Основано в 1897 году. В 1911 году в переселенческом посёлке Хопкинском, входившем в состав Литвиновской волости Томского уезда, имелось 6 дворов и проживал 31 человек (15 мужчин и 16 женщин).
По данным 1926 года имелось 13 хозяйств и проживал 51 человек (в основном — русские). В административном отношении посёлок входил в состав Дубровского сельсовета Тайгинского района Томского округа Сибирского края.

## География
Посёлок находится в северной части Кемеровской области, в пределах юго-восточной части Западно-Сибирской низменности, на расстоянии примерно 4 километров (по прямой) к северу от посёлка городского типа Яшкино, административного центра района. Абсолютная высота — 268 метров над уровнем моря.

### Часовой пояс
Посёлок Хопкино, как и вся Кемеровская область, находится в часовой зоне МСК+4. Смещение применяемого времени относительно UTC составляет +7:00.

## Население
| 2010 |
| ---- |
| 102  |

Гендерный состав
По данным Всероссийской переписи населения 2010 года в гендерной структуре населения мужчины составляли 44,1 %, женщины — соответственно 55,9 %.
Национальный состав
Согласно результатам переписи 2002 года, в национальной структуре населения русские составляли 96 % из 152 чел.

## Улицы
Уличная сеть посёлка состоит из трёх улиц.